# Frigyes Minder
Pour les articles homonymes, voir Minder.
Frigyes Minder, né le 28 octobre 1880 à Budapest et mort le 23 juin 1968 dans la même ville, est un footballeur international hongrois, évoluant au poste d'attaquant du milieu des années 1890 à la fin des années 1900, avant de se reconvertir en entraîneur de la fin des années 1910 à 1930.

## Biographie
Né à Budapest, Frigyes Minder est le fils d'András Minder, créateur de la première machine à vapeur hongroise, et le petit-fils de Sándor Minder, joueur de hockey sur glace, entré au temple de la renommée du hockey hongrois.
Remarqué par le Budai FCS pour sa vitesse, Frigyes Minder signe avec ce club en 1897, alors que le football est en plein essor en Autriche-Hongrie. Il rejoint ensuite en 1900, le Budapest Torna Club, club fondateur de la Fédération hongroise de football, créée en 1901. Il rejoint ensuite le Postás SE où il finit sa carrière en 1908. Minder est sélectionné une fois en 1903 pour la sélection hongroise par Ferenc Gillemot pour affronter la Bohême et Moravie ; il donne le but vainqueur pour la Hongrie à la 78e minute (2-1).
À partir de 1904, la Fédération hongroise cherche des entraîneurs pour l'équipe nationale : elle organise des tests pour déterminer les meilleurs entraineurs. Arrêtant sa carrière professionnelle de joueur en 1908, Frigyes Minder est nommé entraîneur de l'équipe de Hongrie. Il entraînera la sélection nationale de 1908 à 1911, de 1914 à 1917, puis en 1919 et 1930.
Toutefois, l'activité de Frigyes Minder ne se limite pas seulement au football : entre 1927 et 1933, Minder dirige l'équipe de Grande-Bretagne de hockey sur glace ; en 1910, il joue un rôle important avec la fédération hongroise de patinage ; de 1930 à 1945, il est le secrétaire du Club de golf hongrois ; il est également membre du conseil de la Fédération hongroise de hockey sur glace et membre de la Fédération internationale de hockey sur glace.

## Palmarès
- Championnat de Hongrie : 
  - Champion en 1901 et 1902 avec le Budapest Torna Club

- Challenge Cup
  - Finaliste : 1902 avec le Budapest Torna Club